# Инфосфера
Инфосфера (информация + сфера) — философская категория, обозначающая информационную сферу человеческого общества, аналогично биосфере, представляет собой пространство информации, данных, знаний и коммуникаций. Хотя основной средой инфосферы считается цифровое пространство, инфосфера не ограничивается чисто онлайновой средой, а включает как цифровую, так и аналоговую среды. Инфосфера, являясь феноменом компьютерной цивилизации отражает: физический мир, мир ментальных состояний и мир объективного содержания мышления. В инфосфере физическому миру отвечает ЭВМ с соответствующими архитектурами, духовность инфосферы определяется совокупностью идей, воплощенных в ЭВМ и информационно-вычислительных системах.

## История
Первое документально подтверждённое использование термина «инфосфера» было сделано в 1970 году Кеннетом Боулдингом, который рассматривал инфосферу, как одну из шести «сфер» в своей собственной системе (другими являются социосфера, биосфера, гидросфера, литосфера и атмосфера). Боулдинг заявил: «Инфосфера… состоит из входных и выходных данных разговоров, книг, телевидения, радио, выступлений, церковных служб, занятий и лекций, а также информации, полученной из физического мира путем личного наблюдения… Очевидно, что это самостоятельный сегмент социосферы, и он действительно претендует на доминирование над другими сегментами. Можно утверждать, что разработка любого рода ― это, по сути, процесс обучения и который в первую очередь зависит от сети информационных потоков».
В 1971 году термин был использован в рецензии на книгу Роджера Шеппарда журнала Time, в которой сформулировано таким образом: «Во многом так, как рыба не может концептуализировать воду или птицы воздух, человек едва понимает свою инфосферу, этот окружающий слой электронного и типографского смога, состоящий из клише из журналистики, развлечений, рекламы и правительства».
В 1980 году он был использован Элвином Тоффлером в своей книге «Третья волна», пишет: «Что неизбежно ясно, во что бы мы ни верили, так это то, что мы коренным образом меняем нашу инфосферу… мы добавляем совершенно новые слои коммуникации в социальную систему. По сравнению с формирующейся инфосферой третьей волны инфосфера эпохи второй волны, в которой доминировали средства массовой информации, почта и телефон, кажется безнадежно примитивной». Определение Тоффлера оказалось пророческим, поскольку использование Инфосферы в 1990-х годах расширилось за пределы СМИ, чтобы размышлять об общей эволюции Интернета, общества и культуры. В своей книге «Цифровая Дхарма: расширение сознания в эпоху инфосферы» Стивен Ведро пишет: «Возникнув из того, что французский философ-священник Пьер Тейяр де Шарден назвал общей ноосферой коллективной человеческой мысли, изобретательства и духовного поиска, Инфосфера иногда используется для концептуализации поля, которое охватывает наши физические, ментальные и эфирные тела; это влияет на наши мечты и нашу культурную жизнь. Наша эволюционирующая нервная система была расширена, как предсказал медиа-мудрец Маршалл Маклюэн в начале 1960-х годов, в глобальные объятия».
Одним из первых в России, кто ввел понятие «информационная сфера (инфосфера)», был академик А. П. Ершов в 1988 году в статье «Информатизация: от компьютерной грамотности учащихся к информационной культуре общества». По мнению А. П. Ершова инфосфера – это
совокупность всех компьютерных средств хранения, обработки и передачи данных вместе с программным обеспечением организациями и персоналом, обеспечивающими их разработку и эксплуатацию; инфосфера характеризует степень развития производительных сил, измеряется в операциях вычислительной мощности в секунду на человека.
Впервые официально категория «инфосфера» введена в России Доктриной информационной безопасности утверждённой указом Президентом РФ от 9 сентября 2000 г. № Пр-1895. Понятие «инфосферы» (информационной сферы) официально закреплено в паспорте специальности 10.01.10 «Журналистика». В этом документе данное понятие, равно как и понятие «информационное поле» определяют область исследований для указанной специальности.
В широком смысле слова в информационной сфере реализуются все виды информационных взаимодействий, порождаемых отношениями субъектов и объектов инфосферы. 
В 1999 году термин был переосмыслен Лучано Флориди на основе биосферы для обозначения всей информационной среды, состоящей из всех информационных объектов (включая информационных агентов), их свойств, взаимодействий, процессов и взаимоотношений. Флориди пишет: «Компьютеризированное описание и управление физической средой вместе с цифровым построением синтетического мира, наконец, переплетаются с четвертой областью применения, представленной преобразованием энциклопедического макрокосма данных, информации, идей, знаний, убеждений, кодифицированного опыта, воспоминаний, образов, художественные интерпретации и другие интеллектуальные творения в глобальную инфосферу. Инфосфера - это целая система сервисов и документов, закодированных на любых семиотических и физических носителях, содержимое которых включает в себя любые данные, информацию и знания...без ограничений ни по размеру, ни по типологии, ни по логической структуре. Следовательно, она варьируется от буквенно-цифровых текстов (т.е. текстов, включающих буквы, цифры и диакритические символы) и мультимедийных продуктов до статистических данных, от фильмов и гипертекстов до целых текстовых банков и коллекций изображений, от математических формул до звуков и видеоклипов». Для него это среда, сравнимая с киберпространством, но отличная от него (которое, так сказать, является лишь одним из его субрегионов), поскольку оно также включает в себя автономные и аналоговые информационные пространства. Согласно Флориди, инфосферу можно приравнять к совокупности Бытия; это уравнение приводит его к информационной онтологии.

## Использование в популярной культуре
Термин был использован Дэном Симмонсом в научно-фантастической саге «Гиперион» (1989) для обозначения того, чем Интернет может стать в будущем: параллельным, виртуальным местом, состоящим из миллиардов сетей, с «искусственной жизнью» в различных масштабах, от того, что эквивалентно насекомым (небольшие программы) к тому, что эквивалентно богу (искусственному интеллекту), чьи мотивы разнообразны, стремясь как помочь человечеству, так и навредить ему.
В анимационном ситкоме «Футурама» Инфосфера представляет собой огромную сферу, парящую в космосе, в которой вид гигантских говорящих плавающих мозгов пытается сохранить всю информацию, известную во Вселенной.
IBM Software Group создала бренд «InfoSphere» в 2008 году для своих программных продуктов для управления информацией.